# Flexanville
Flexanville est une commune française située dans le département des Yvelines en région Île-de-France.

## Géographie

### Situation
La commune se situe dans la partie centrale du département des Yvelines à environ 35 kilomètres à l'ouest de Versailles, à une trentaine de kilomètres au nord de la sous-préfecture Rambouillet et une douzaine de kilomètres au nord-ouest du chef-lieu de canton, Montfort-l'Amaury.
Le territoire communal de Flexanville est constitué d'une étendue peu arborée, en légère déclivité du nord vers le sud et consacrée essentiellement à l'agriculture.
Outre le bourg proprement dit, l'habitat est réparti dans deux écarts peu éloignés, le hameau de Tessé à l'est sur la route de Villiers-le-Mahieu et celui de Ferranville au nord en direction de Goupillières.
|         | Saint-Martin-des-Champs | Goupillières       |
| Osmoy   | Flexanville             | Villiers-le-Mahieu |
| Orgerus | Béhoust                 | Garancières        |

### Hydrographie
- La Flexanville, ruisseau de 11,1 km affluent de la Vaucouleurs, y prend sa source[1].
- L'aqueduc de l'Avre traverse la commune en tranchée enterrée.

### Transports et voies de communications

#### Réseau routier
Le village est traversé par la route départementale 45 qui conduit au nord-est à Villiers-le-Mahieu, Thoiry et Maule et au sud-ouest à Orgerus.

#### Desserte ferroviaire
La gare ferroviaire la plus proche est la gare d'Orgerus - Béhoust qui est située à 4,5 km de la commune.

#### Bus
La commune est desservie par les lignes 35 et 55 du réseau de bus Centre et Sud Yvelines.

### Climat
Pour des articles plus généraux, voir Climat de l'Île-de-France et Climat des Yvelines.
En 2010, le climat de la commune est de type climat océanique dégradé des plaines du Centre et du Nord, selon une étude du CNRS s'appuyant sur une série de données couvrant la période 1971-2000. En 2020, Météo-France publie une typologie des climats de la France métropolitaine dans laquelle la commune est exposée à un climat océanique et est dans la région climatique Sud-ouest du bassin Parisien, caractérisée par une faible pluviométrie, notamment au printemps (120 à 150 mm) et un hiver froid (3,5 °C).
Pour la période 1971-2000, la température annuelle moyenne est de 10,6 °C, avec une amplitude thermique annuelle de 14,6 °C. Le cumul annuel moyen de précipitations est de 649 mm, avec 11 jours de précipitations en janvier et 7,8 jours en juillet. Pour la période 1991-2020, la température moyenne annuelle observée sur la station météorologique la plus proche, située sur la commune de Maule à 11 km à vol d'oiseau, est de 11,8 °C et le cumul annuel moyen de précipitations est de 677,0 mm,. Pour l'avenir, les paramètres climatiques de la commune estimés pour 2050 selon différents scénarios d'émission de gaz à effet de serre sont consultables sur un site dédié publié par Météo-France en novembre 2022.

## Urbanisme

### Typologie
Au 1er janvier 2024, Flexanville est catégorisée commune rurale à habitat dispersé, selon la nouvelle grille communale de densité à sept niveaux définie par l'Insee en 2022.
Elle est située hors unité urbaine. Par ailleurs la commune fait partie de l'aire d'attraction de Paris, dont elle est une commune de la couronne,. Cette aire regroupe 1 929 communes,.

### Occupation des solssimplifiée
Le territoire de la commune se compose en 2017 de 93,05 % d'espaces agricoles, forestiers et naturels, 2,35 % d'espaces ouverts artificialisés et 4,6 % d'espaces construits artificialisés.

## Toponymie
Le nom de la localité est attesté sous les formes Flarsane Villa ou Flarsanevilla au IXe siècle, Flesseinvilla XIIIe siècle, Flexanvilla en 1351.
C'est la « ferme de Flariza », anthroponyme germanique.

## Histoire

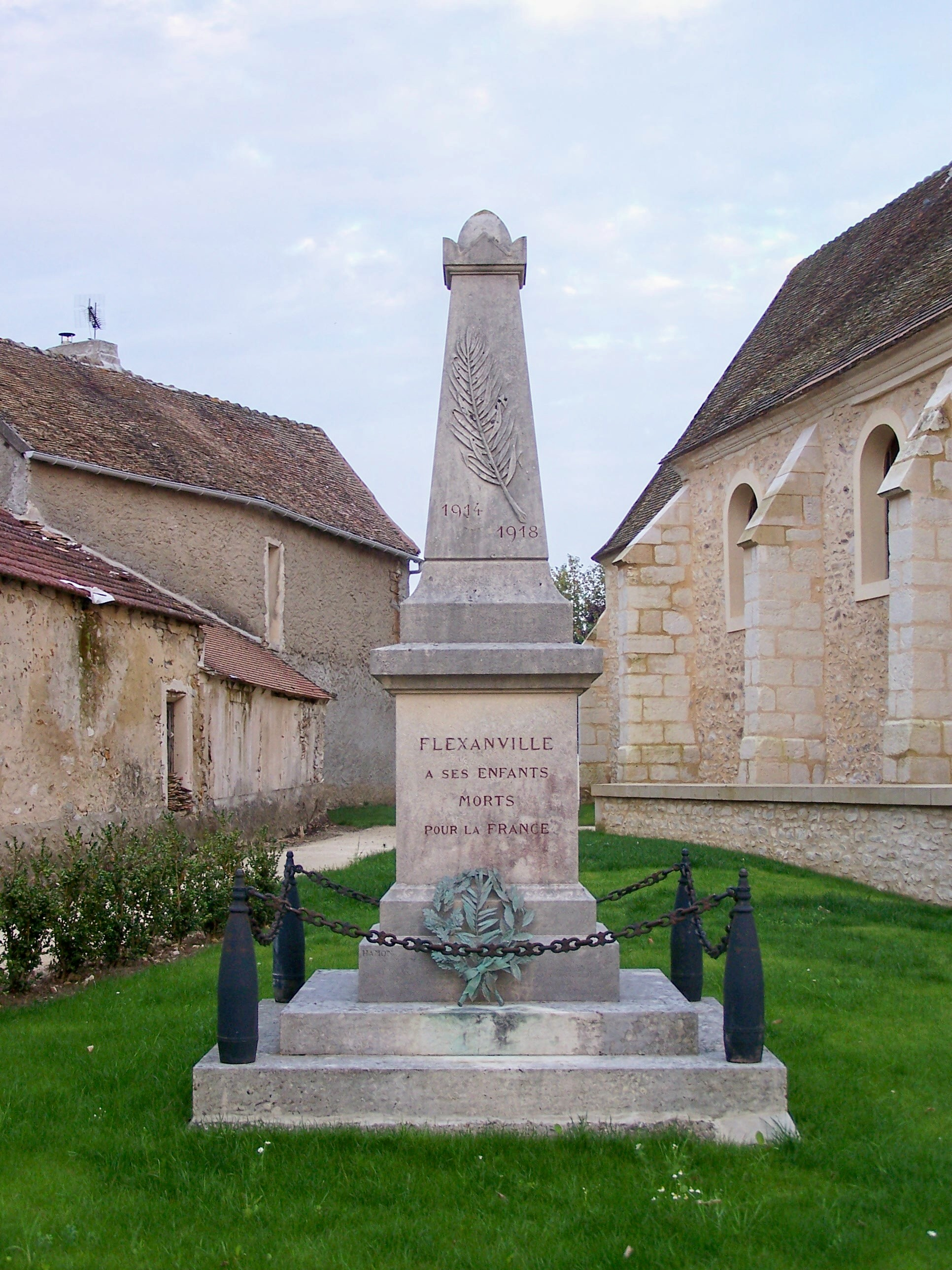
Le monument aux morts.

La seigneurie de Flexanville avec son vieux manoir (remplacé vers 1800 par le château qui appartient aujourd'hui à la famille Darin), appartenait aux XVIIe et XVIIIe siècles à la famille du Buc ou du Buc-Richard, suivant les actes. Les seigneurs Du Buc, dont une branche cadette a émigré à la Martinique en 1657, sont inhumés dans le chœur de l'église de Flexanville selon les actes d'inhumation de la commune. Une famille alliée remplace les Du Buc : il s'agit des Des Mazis (titrés marquis des Mazis) demeurant à Cravent et au château de Lommoye. Le dernier Des Mazis, sieur de Flexanville, et héritier de Jean-François-Robert du Buc-Richard, est enterré dans le cimetière de Lommoye.

## Politique et administration

### Liste des maires
| Période                                  | Période  | Identité         | Étiquette | Qualité |
| ---------------------------------------- | -------- | ---------------- | --------- | ------- |
| Les données manquantes sont à compléter. |          |                  |           |         |
| avant 1988                               | ?        | Stanislas Jarosz |           |         |
| 2001                                     | En cours | Didier Saussay   |           |         |

## Population et société

### Démographie

#### Évolution démographique
L'évolution du nombre d'habitants est connue à travers les recensements de la population effectués dans la commune depuis 1793. Pour les communes de moins de 10 000 habitants, une enquête de recensement portant sur toute la population est réalisée tous les cinq ans, les populations de référence des années intermédiaires étant quant à elles estimées par interpolation ou extrapolation. Pour la commune, le premier recensement exhaustif entrant dans le cadre du nouveau dispositif a été réalisé en 2006.

En 2022, la commune comptait 572 habitants, en évolution de −3,7 % par rapport à 2016 (Yvelines : +2,72 %, France hors Mayotte : +2,11 %).
| 1793 | 1800 | 1806 | 1821 | 1831 | 1836 | 1841 | 1846 | 1851 |
| ---- | ---- | ---- | ---- | ---- | ---- | ---- | ---- | ---- |
| 366  | 413  | 449  | 441  | 393  | 370  | 351  | 360  | 377  |

| 1856 | 1861 | 1866 | 1872 | 1876 | 1881 | 1886 | 1891 | 1896 |
| ---- | ---- | ---- | ---- | ---- | ---- | ---- | ---- | ---- |
| 385  | 375  | 372  | 357  | 333  | 337  | 338  | 324  | 342  |

| 1901 | 1906 | 1911 | 1921 | 1926 | 1931 | 1936 | 1946 | 1954 |
| ---- | ---- | ---- | ---- | ---- | ---- | ---- | ---- | ---- |
| 329  | 328  | 368  | 301  | 231  | 244  | 288  | 260  | 286  |

| 1962 | 1968 | 1975 | 1982 | 1990 | 1999 | 2006 | 2011 | 2016 |
| ---- | ---- | ---- | ---- | ---- | ---- | ---- | ---- | ---- |
| 324  | 333  | 307  | 343  | 480  | 525  | 571  | 581  | 594  |

| 2021 | 2022 | - | - | - | - | - | - | - |
| ---- | ---- | - | - | - | - | - | - | - |
| 576  | 572  | - | - | - | - | - | - | - |

#### Pyramide des âges
En 2018, le taux de personnes d'un âge inférieur à 30 ans s'élève à 33,9 %, soit en dessous de la moyenne départementale (38 %). De même, le taux de personnes d'âge supérieur à 60 ans est de 19,7 % la même année, alors qu'il est de 21,7 % au niveau départemental.
En 2018, la commune comptait 289 hommes pour 300 femmes, soit un taux de 50,93 % de femmes, légèrement inférieur au taux départemental (51,32 %).
Les pyramides des âges de la commune et du département s'établissent comme suit.
| Hommes | Classe d’âge | Femmes |
| ------ | ------------ | ------ |
| 0,0    | 90 ou +      | 0,7    |
| 3,6    | 75-89 ans    | 5,2    |
| 13,8   | 60-74 ans    | 15,9   |
| 24,6   | 45-59 ans    | 28,1   |
| 19,3   | 30-44 ans    | 20,8   |
| 18,2   | 15-29 ans    | 13,8   |
| 20,5   | 0-14 ans     | 15,4   |

| Hommes | Classe d’âge | Femmes |
| ------ | ------------ | ------ |
| 0,6    | 90 ou +      | 1,4    |
| 6      | 75-89 ans    | 7,8    |
| 13,5   | 60-74 ans    | 14,8   |
| 20,7   | 45-59 ans    | 20,1   |
| 19,6   | 30-44 ans    | 19,9   |
| 18,5   | 15-29 ans    | 16,8   |
| 21,2   | 0-14 ans     | 19,2   |

### Enseignement
La commune possède une école élémentaire publique.

## Économie
La commune a une vocation essentiellement rurale. La population est avant tout résidentielle composée  de personnes travaillant en dehors de la commune.

## Culture locale et patrimoine
Gastronomie

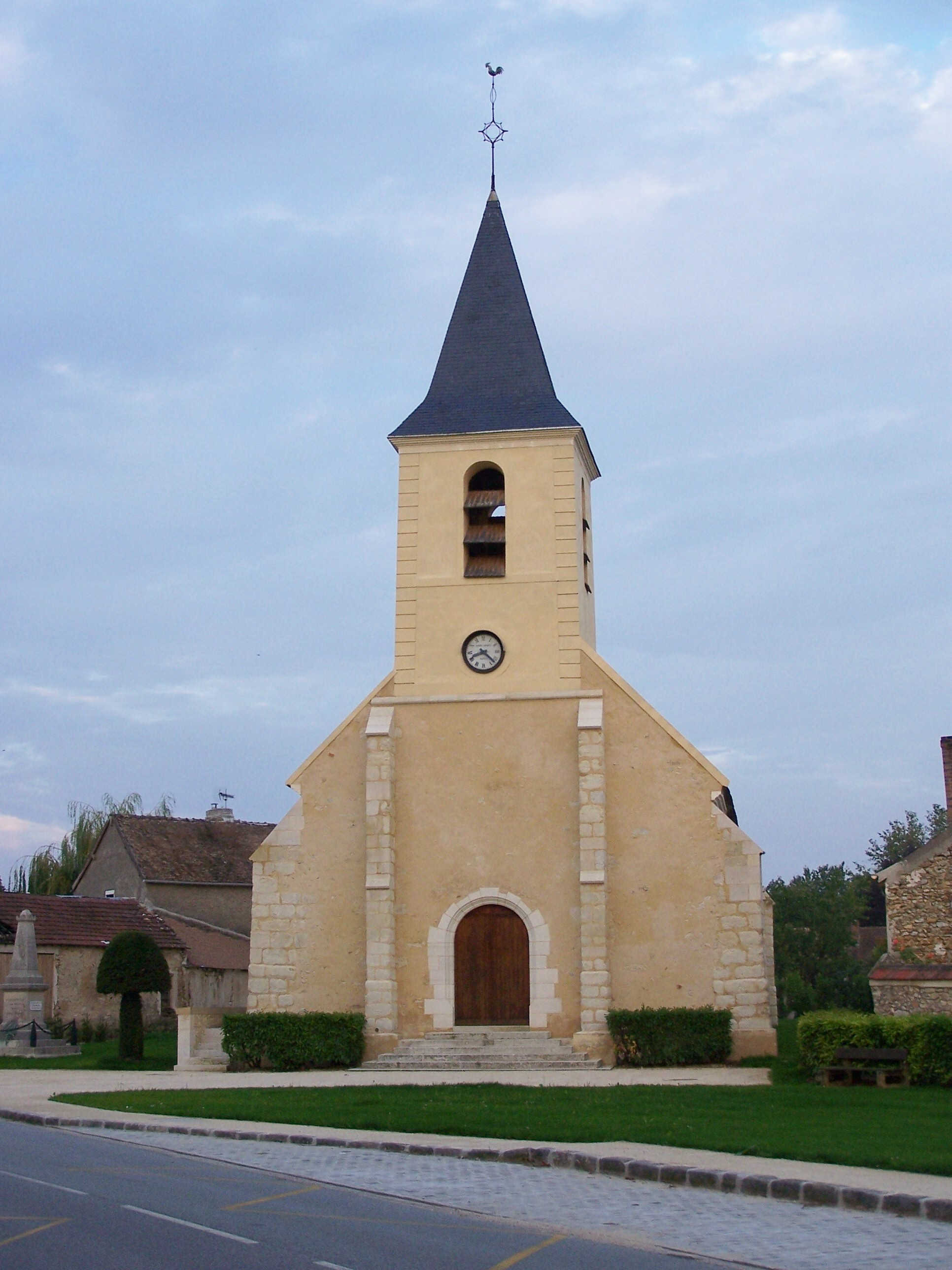
L'église Saint-Germain-de-Paris.

- La "guéné" ou "guene" est le nom local donné à une soupe de poireaux et de cresson, dont l'origine remonte aux traditions paysannes des Yvelines[25].

### Lieux et monuments
- L'église renferme une sculpture en bois polychrome datant du XVIe siècle représentant la lamentation  du Christ entouré de la Vierge, saint Jean, sainte Marie-Madeleine et saint Joseph d'Arimathie ; l'œuvre est classée à titre d'objet aux monuments historiques en 1994[26].

### Personnalités liées à la commune
- Sheila habite à Flexanville depuis fin 2017.